# 영양 한양 조씨 사월 종택
영양 한양 조씨 사월 종택(英陽 漢陽 趙氏 沙月 宗宅)은 대한민국 경상북도 영양군 영양읍 하원리에 있는 조선시대의 종가이다. 1974년 12월 10일 경상북도의 유형문화재 제52호로 지정되었다가, 2017년 12월 29일 대한민국의 국가민속문화재 제294호로 승격되었다.

## 개요
사월 조임(趙任)이 조선 선조 35년(1602) 30세에 지은 집으로 낙동강의 지류인 반변천이 앞으로 흐르고 선유굴과 옥선대·비파담을 바라보는 경치 좋은 곳에 자리잡고 있다. 원래 이 집은 日자형에 가까운 배치형태를 가지고 있었으나, 지금은 일부 건물과 사당이 없는 尸자형 배치를 보이고 있다. ㄷ자형의 안채와 ㄱ자형의 월담헌이 연결되어 평면구성이 전형적인 안동지방 ㅁ자형 집의 유형을 나타낸다.
안채는 앞면 4칸·옆면 5칸 규모이며, 지붕 옆면이 사람 인(人)자 모양인 맞배지붕집이다. 사랑채인 월담헌은 앞면 3칸·옆면 2칸규모이며, 지붕 옆면이 여덟 팔(八)자 모양인 팔작지붕집이다. 누마루를 시설하여 건물을 한층 높였는데, 이것은 사대부의 집에 흔히 적용되는 수법이다.
사방 벽에는 「월담헌기」, 「축천당기」 등 당시의 명사들이 읊은 시가 많이 있으며, 월담헌이라는 이름은 주자의 「무이구곡가」에서 지었다고 한다.
자연지형을 이용하고, 누각인 사랑채를 주건물로 하여 주택을 사각형으로 배치시킨 것은 매우 희귀한 예이다. 또한 이 집이 자리잡은 방향과 땅의 형세는 궁중건물이 아니고서는 찾아볼 수 없는 명당이라는 점이 특징이다.

## 국가민속문화재 지정사유
「영양 한양조씨 사월 종택」은 영양에 처음 입향한 조원(趙源, 1511-?)의 손자 조임(趙任, 1573-1644)이 1602년 건립한 것으로 전해지며, 북쪽의 야산을 뒤로하고 남쪽으로는 반변천과 농경지를 바라보고 있는 배산임수의 형국을 이루고 있다.
고택은 ‘ㅁ’자형 본채와 좌측의 방앗간채, 우측 후면에 별도의 영역을 이룬 사당으로 구성된다. 특히 본채는 경북지역 상류 주택의 보편적인 특징으로 보이는 ‘ㅁ’자형의 공간구성을 취하고 있으나, 안채와 사랑채의 연결방식이 다른 방식을 보이고 있음. 이것은 사랑채가 안채로부터 분화되어 가는 과도기적인 모습으로서 중요한 건축적 특징이라 할 수 있다.
또한 영덕 충효당 종택(국가민속문화재 제168호), 영덕 무안박씨 무의공파 종택(국가민속문화재 제286호) 등에서 이와 유사한 형태를 볼 수 있는데, 한양조씨 사월종가 가문이 영덕 지방의 가문들과 혼맥으로 연결되어 있는 점을 미루어 볼 때, 주택의 평면형태가 지역적인 특징과 더불어 혼인관계에도 영향을 받을 수 있음을 보여주는 사례로 주목된다.
건립연대가 비교적 이르며, 건립과 중수 등의 기록을 알 수 있는 문헌과 편액 등 관련 기록이 비교적 잘 남아 있고, 고택의 보존 상태도 양호함. 조임의 사월문집책판이 타 문중의 책판과 함께 유네스코 세계기록유산으로 등재되어 있으며, 종가의 중요한 의례인 제례는 4대 봉사와 명절제사, 묘사 등이 그대로 전승되고 있다. 이와 같이 사월종택은 종가가 갖는 역사·문화적인 현상과 변화상을 찾아 볼 수 있는 유·무형의 자료가 어느 정도 전승되고 있다는 점에서 기본적인 역사성·학술성의 요건을 갖추어 국가민속문화재로 지정하여 보존할 가치가 있다.